# The Healing of Harms
The Healing of Harms é o segundo álbum de estúdio da banda Fireflight, lançado em 25 de Julho de 2006.

## Faixas
1. "Serenity" — 3:31
2. "Waiting" — 2:55
3. "You Decide" (com Josh Brown de Day of Fire) — 3:11
4. "It's You" — 3:13
5. "Star of the Show" — 3:02
6. "Liar" — 3:36
7. "Myself" — 3:01
8. "Something New" — 3:29
9. "Attitude" — 3:30
10. "More Than a Love Song" — 3:07
11. "Action" — 3:08

## Desempenho nas paradas musicais
| Parada musical (2006)                   | Posição |
| --------------------------------------- | ------- |
| Estados Unidos - Top Christian Albums   | 37      |
| Estados Unidos - Top Independent Albums | 48      |

## Créditos
- Dawn Richardson — Vocal
- Justin Cox — Guitarra, vocal de apoio
- Wendy Drennen — Baixo
- Phee Shorb — Bateria
- Glenn Drennen — Guitarra